# Stanisław Czarnowski (inżynier)
Stanisław Czarnowski herbu Łada (ur. 31 stycznia 1864 w Chołdowcu, zm. 2 lipca 1926 w Krakowie) – polski inżynier chemii, działacz społeczny, właściciel dóbr.

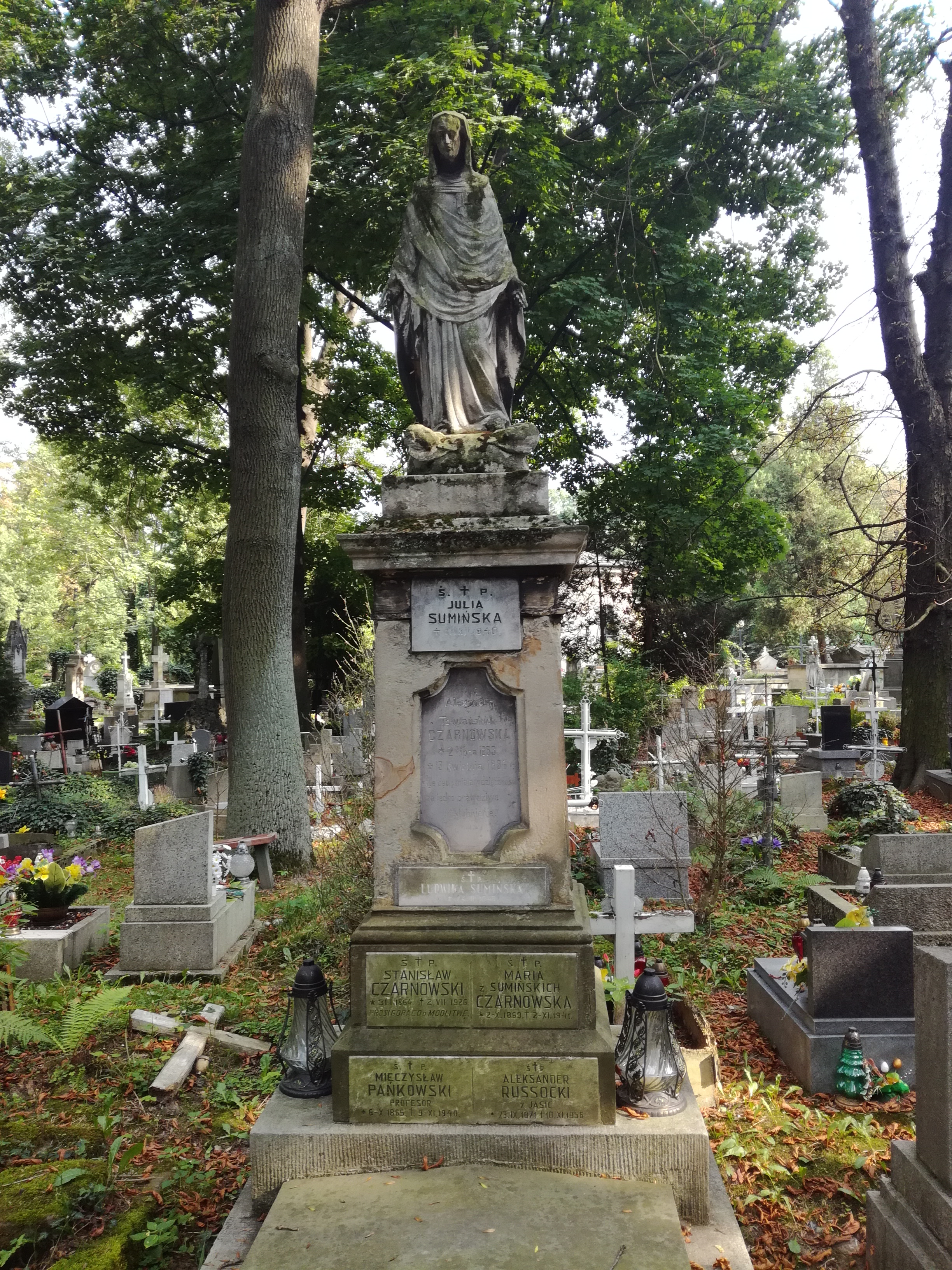
Grób Stanisława Czarnowskiego na cmentarzu Rakowickim

## Życiorys
Urodził się 31 stycznia 1864 w miejscowości Chołdowiec (wzgl. Chełdowiec) na obszarze Królestwa Polskiego. Był synem Józefa (1819-1894) i Aleksandry z domu Towiańskiej (1832-1886, córka Andrzeja Towiańskiego). Ukończył szkołę realną z egzaminem dojrzałości. Od 1882 do 1884 kształcił się na Wydziale Chemii Szkoły Politechnicznej we Lwowie, a następnie studiował w Grazu oraz w Wiedniu, gdzie kończył studia chemiczne. Uzyskał tytuł inżyniera.
W okresie zaboru austriackiego w ramach autonomii galicyjskiej wstąpił do c. k. służby cywilnej 25 sierpnia 1891. W tym roku pracował na stanowisku I asystenta w Zakładzie Chemicznym Wydziału Filozoficznego na Uniwersytecie Jagiellońskim. Wstąpił do państwowej służby skarbowej. Od około 1892 do około 1894 był kontrolerem gorzelni w C.K. Powiatowej Dyrekcji Skarbu w Krakowie. Od około 1894 do około 1896 był kontrolerem gorzelni w C.K. Dyrekcji Okręgu Skarbowego w Tarnowie. Około 1896/1897 figurował jako kontroler gorzelni w C.K. Dyrekcji Okręgu Skarbowego w Sanoku. Następnie ponownie był urzędnikiem C.K. Dyrekcji Okręgu Skarbowego w Tarnowie, gdzie około 1897–1898 nadal był kontrolerem gorzelni, a od około 1898 do około 1903 sprawował stanowisko starszego kontrolera technicznego. Z Tarnowa przeszedł do służby w C.K. Dyrekcji Okręgu Skarbowego w Sanoku, gdzie pracował jako starszy kontroler techniczny od 1903, od 23 grudnia 1911 służył w randze inspektora VII klasy rangi, a od około 1912 do 1916 pozostawał na stanowisku inspektora technicznej kontroli finansowej.
W Sanoku aktywnie udzielał się aktywnie społecznie. Był działaczem Towarzystwa Upiększania Miasta Sanoka, którego od 1904 był wiceprezesem, a od 30 kwietnia 1910 do 1914 prezesem. 2 lipca 2010 został członkiem komisji rewizyjnej powołanego wówczas Związku Towarzystw Upiększania Kraju z siedzibą w Krakowie, w 1911 jako prezes TUMS kierował częścią środkową ZTUK. Od czerwca 1910 do 2 stycznia 1914 był członkiem wydziału Towarzystwa Kredytowego Urzędników i Sług Państwowych w Sanoku, wybrany w 1910. 22 stycznia 1904 został wybrany członkiem oddziału Towarzystwa Gospodarskiego Ziemi Sanockiej. Był członkiem i działaczem sanockiego gniazda Polskiego Towarzystwa Gimnastycznego „Sokół” (1906, 1912), w którym pełnił funkcję członka wydziału (1892). Był działaczem Towarzystwa Pszczelniczo-Ogrodniczego w Sanoku, w którym w 1907 został wybrany wydziałowym.
Ponadto działał na polu politycznym. W 1905 z jego inicjatywy został zawiązany komitet miejski w Sanoku, który w nawiązaniu do odezwy ks. Władysława Bandurskiego miał za cel niesienie pomocy Polakom z Królestwie Kongresowym rannym i potrzebującym w wyniku poboru żołnierzy do udziału w wojnie rosyjsko-japońskiej. Zdobywał mandat Rady Miejskiej w Sanoku w 1910, 1912 i wówczas zasiadł w komisjach budowlanej i wodociągowej. Był także właścicielem dóbr ziemskich.
Po wybuchu I wojny światowej od 8 września 1914 wraz z bliskimi przebywał w Wiedniu. Jego żoną od 1895 była poślubiona w Brzesku Maria Julia Czarnowska z domu Sumińska herbu Leszczyc (1869-1942), siostra mjr. Stefana Sumińskiego. Ich dziećmi byli Zygmunt (1896-1897), Stefan (1899-1983, inżynier rolnik, kapitan Wojska Polskiego).
Po przejściu na emeryturę osiadł w Krakowie. W tym mieście zamieszkiwał przy ulicy Siemiradzkiego 23 w części miasta Piasek. Od 1923 był członkiem i działaczem krakowskiej Sodalicji Mariańskiej Panów. Zmarł nagle 2 lipca 1926 ok. godz. 10 tuż po wyjściu z Kościoła Mariackiego w Krakowie. Został pochowany na cmentarzu Rakowickim w Krakowie (kwatera X(iks), płn.-zach.).

## Odznaczenia
austro-węgierskie
- Medal Jubileuszowy Pamiątkowy dla Cywilnych Funkcjonariuszów Państwowych (przed 1912)[14][16].
- Krzyż Jubileuszowy dla Cywilnych Funkcjonariuszów Państwowych (przed 1912)[14][16].